# گروه همسان
یک گروه همسان (به انگلیسی: Corporate group) دو یا چند نفر هستند که معمولاً در قالب یک خانواده، قبیله، سازمان یا شرکت هستند. در انسان‌ها، فرهنگ‌های مختلف باورهای متفاوتی دربارهٔ اینکه واحد اساسی فرهنگ چیست، دارند. این مفروضات بر باورهای آنها دبارهٔ اینکه دغدغه مناسب دولت باید باشد، تأثیر می‌گذارد. تمایز عمده بین فرهنگ‌های سیاسی مختلف این است که آیا آنها معتقدند که فرد واحد اساسی جامعه خود است، در این صورت آنها فردگرا هستند، یا اینکه آیا گروه‌های همسان واحد اساسی جامعه آنها هستند، در این صورت آنها گروه‌گرا هستند.